# 清田和彦
清田 和彦（きよた かずひこ、8月18日 - ）は、日本の男性俳優、声優。
福島県出身。身長168cm。体重65kg。血液型はA型。
かつてはアーツビジョンに所属し、現在はフリー。劇団あかぺら倶楽部の団員としても活動している。

## 出演作品

### テレビアニメ
1995年
- 愛天使伝説ウェディングピーチ（カップル男）

1999年
- イソップワールド（モミの木、召使C）

2003年
- ポケットモンスター アドバンスジェネレーション（エイジ）

### OVA
- マクロスプラス

### BLCD
- 叫んでやるぜ!（男）

### 吹き替え
- エレファント（アレックス〈アレックス・フロスト〉）

### 舞台
- 煙が目にしみる（牧慎一郎）
- Six Pajamas Party Pyjama pour six（ロベール）
- 二兎物語〜Run for Your Wife〜（トラウトン警部）
- パパ・アイ・ラヴ・ユー（マイク・コノリー）
- 母のプライド（一郎）
- Funny money（スレイター）
- 夫婦レコード（田宮良介）
- フユヒコ（寺田康一）
- ぼくらは生れ変った木の葉のように（夫）
- MOTHER〜君わらひたまふことなかれ〜（石川啄木）
- また逢おうと竜馬は言った（伸介）